# Гоммухакруа
Гоммухакруа (груз. გომმუხაყრუა) — село в Грузии, на территории Самтредского муниципалитета края (мхаре) Имеретия.

## География
Село находится в западной части Грузии, к югу от реки Риони, на расстоянии приблизительно 9 километров (по прямой) к юго-востоку от города Самтредиа, административного центра муниципалитета. Абсолютная высота — 201 метр над уровнем моря.

## Население
По результатам официальной переписи населения 2014 года, в Гоммухакруа проживало 298 человек (146 мужчин и 152 женщины). В национальной структуре населения грузины составляли 100 %.
| Год  | Население, человек |
| ---- | ------------------ |
| 2002 | 454                |
| 2014 | ↘ 298              |